# 긴혀박쥐속
긴혀박쥐속(Glossophaga)은 주걱박쥐과에 속하는 박쥐 속의 하나이다. 대부분의 종이 아메리카 신열대구에서 서식한다.

## 하위 종
- 갈색긴혀박쥐 (Glossophaga commissarisi) (Gardner, 1962) - 중앙아메리카 및 남아메리카
- 회색긴혀박쥐 (Glossophaga leachii) (Gray, 1844) - 멕시코, 중앙아메리카
- 밀러긴혀박쥐 (Glossophaga longirostris) (Miller, 1898) - 남아메리카 북부, 윈드워드 제도
- 서부긴혀박쥐 (Glossophaga morenoi) (Martinez & Villa, 1938) - 멕시코
- 팔라스긴혀박쥐 (Glossophaga soricina) (Pallas, 1766) - 중앙아메리카 및 남아메리카